# Carlson Young
Carlson Young és una actriu i directora estatunidenca. És coneguda per dirigir The Blazing World i Upgraded, i pels seus papers d'actriu a la versió americana de Disney Channel As the Bell Rings, les pel·lícules Premature, Key & Peele de Comedy Central, i com a Brooke Maddox en les dues primeres temporades de la sèrie de televisió de MTV Scream.

## Carrera
Young va fer el seu debut com a directora el 2018 amb The Blazing World, un curtmetratge inspirat en els somnis de Young i l'obra titular de Margaret Cavendish. El 2020 es va anunciar que el concepte es convertiria en un llargmetratge, dirigit i protagonitzat per Young, i banda sonora d'Isom Innis. El 2021, The Blazing World es va estrenar al Festival de Cinema de Sundance en la categoria NEXT. Young continuarà la trilogia Saturn Returns amb dues pel·lícules posteriors.
La segona pel·lícula de Young, la comèdia romàntica Upgraded, es va completar el 2023 i és protagonitzada per Camila Mendes, Marisa Tomei i Lena Olin. El seu proper projecte és la pel·lícula fantàstica de terror Femina Nox, de l'escola secundària, de la qual ha escrit el guió i que pot dirigir.

## Vida personal
Young és originària de Fort Worth, Texas. Es va traslladar a Los Angeles i va assistir a la Universitat del Sud de Califòrnia, on va estudiar escriptura creativa i li agradava escriure poesia.
El gener de 2016, Young es va comprometre amb el membre i productor de Foster the People Isom Innis. Innis va proposar-ho després que ell i Young fossin rescatats d'una muntanya a Islàndia. Ells es va casar a Fort Worth el 29 d'abril de 2017, a l'Església Episcopal de Saint Andrew, on anava Young quan era nena.

## Filmografia
| Any  | Títol              | Paper           | Notes                                   |
| ---- | ------------------ | --------------- | --------------------------------------- |
| 2014 | Premature          | Angela Yearwood | [ 15 ]                                  |
| 2015 | The Night is Young | Chair           |                                         |
| 2018 | The Blazing World  | Margaret        | Curtmetratge; també director, guionista |
| 2021 | The Blazing World  | Margaret Winter | També director i guionista              |
| 2021 | 12 Mighty Orphans  | Annie           |                                         |
| 2024 | Upgraded           | N/D             | Director                                |
| TBA  | Trust              | N/D             | Director; postproducció                 |
| TBA  | A Pity             | L'acusada       |                                         |

| Any       | Títol                                | Paper                  | Notes                                                            |
| --------- | ------------------------------------ | ---------------------- | ---------------------------------------------------------------- |
| 2007–2009 | As the Bell Rings                    | Tiffany Blake          | Paper principal                                                  |
| 2009      | Herois                               | Cheerleader #5         | Episodi: "Once Upon a Time in Texas"                             |
| 2010      | Cutthroat                            | Rene                   | Telefilm                                                         |
| 2010      | Pretty Little Liars                  | Amber Victorino        | Episodis: "Reality Bites Me", "There's No Place Like Homecoming" |
| 2010      | True Blood                           | Tammy                  | 3 episodis                                                       |
| 2010      | The Dog Who Saved Christmas Vacation | London James           | Telefilm                                                         |
| 2010      | CSI: Crime Scene Investigation       | Checker                | Episodi: "418/427"                                               |
| 2010      | The League                           | Callie / noia caminant | Episodis: "Kegel the Elf", "The Sacko Bowl"                      |
| 2011      | Big Time Rush                        | Peggy                  | Episodi: "Big Time Crush"                                        |
| 2011      | The Perfect Student                  | Laura                  | Telefilm                                                         |
| 2011      | Traffic Light                        | Savannah               | Episodi: "Help Wanted"                                           |
| 2012      | Shake It Up                          | Danika Fitzgerald      | Episodi: "Embarrass It Up"                                       |
| 2012      | Pair of Kings                        | Chelsea                | Episodi: "The Oogli Stick"                                       |
| 2012–2013 | Key & Peele                          | Jacquelin              | 3 episodis                                                       |
| 2013      | Kroll Show                           | Ella mateixa           | Episodi: "Secret Room"                                           |
| 2015      | Grimm                                | Selina Golias          | Episodi: "The Rat King"                                          |
| 2015      | CSI: Cyber                           | Mia Wilcox             | Episodi: "Shades of Grey"                                        |
| 2015–2016 | Scream                               | Brooke Maddox          | paper principal (temporades 1–2)                                 |
| 2016      | Pickle and Peanut                    | Noia de Footface       | Episodi: "Bats/Movie Camp Out"                                   |
| 2016      | Halloween Wars                       | Ella mateixa           | Episodi: "Two-Faced" (guest judge)                               |
| 2017      | A Man for Every Month                | Megan                  | Telefilm; also known as My Favorite Bachelor                     |
| 2020      | Emily in Paris                       | Brooklyn Clark         | Episodi: "French Ending”                                         |

| Any  | Títol                            | Paper         | Notes                                    |
| ---- | -------------------------------- | ------------- | ---------------------------------------- |
| 2011 | Wendy                            | Emily         | 2 episodis                               |
| 2016 | Last Teenagers of the Apocalypse | Neon          | 3 episodis                               |
| 2016 | Scream: If I Die                 | Brooke Maddox | Episodi: "Thanks for Seeing the Real Me" |

| Any  | Títol   | Artista | Ref.   |
| ---- | ------- | ------- | ------ |
| 2013 | "Crazy" | Sami    | [ 21 ] |